# 阿亞巴卡區

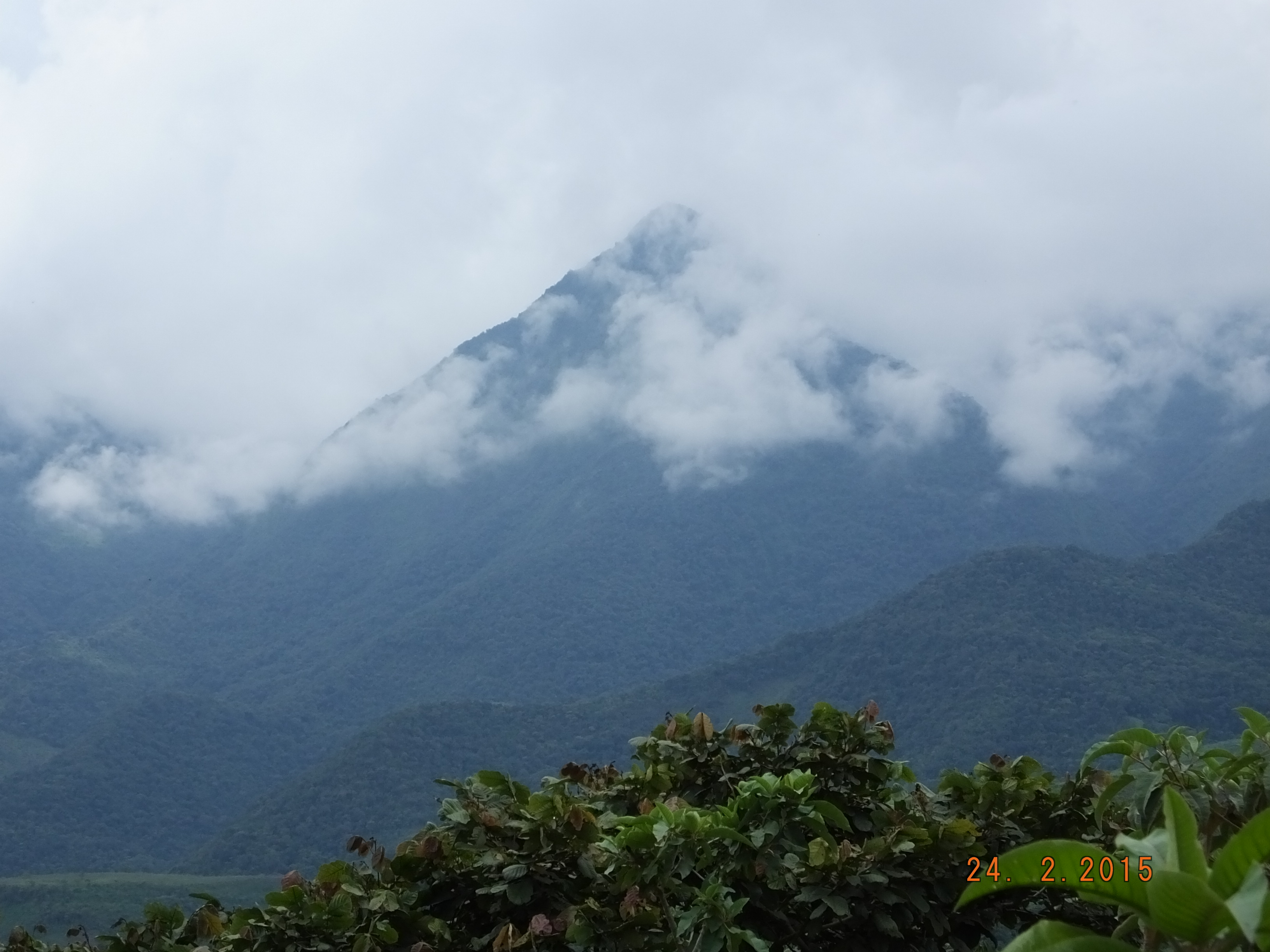
阿亞巴卡區的一座山

阿亞巴卡區（西班牙語：Distrito de Ayabaca），是秘魯的一個區，位於該國西北部皮烏拉大區的阿亞瓦卡省，始建於1857年1月2日，面積1,549.99平方公里，海拔高度2,709米，2005年人口37,444，人口密度每平方公里24人。